# Quillebeuf-sur-Seine
Quillebeuf-sur-Seine is een gemeente in het Franse departement Eure (regio Normandië). De plaats maakt deel uit van het arrondissement Bernay. Quillebeuf-sur-Seine telde op 1 januari 2022 838 inwoners.

## Geografie
De oppervlakte van Quillebeuf-sur-Seine bedroeg op 1 januari 2022 10,11 vierkante kilometer; de bevolkingsdichtheid was toen 82,9 inwoners per km².

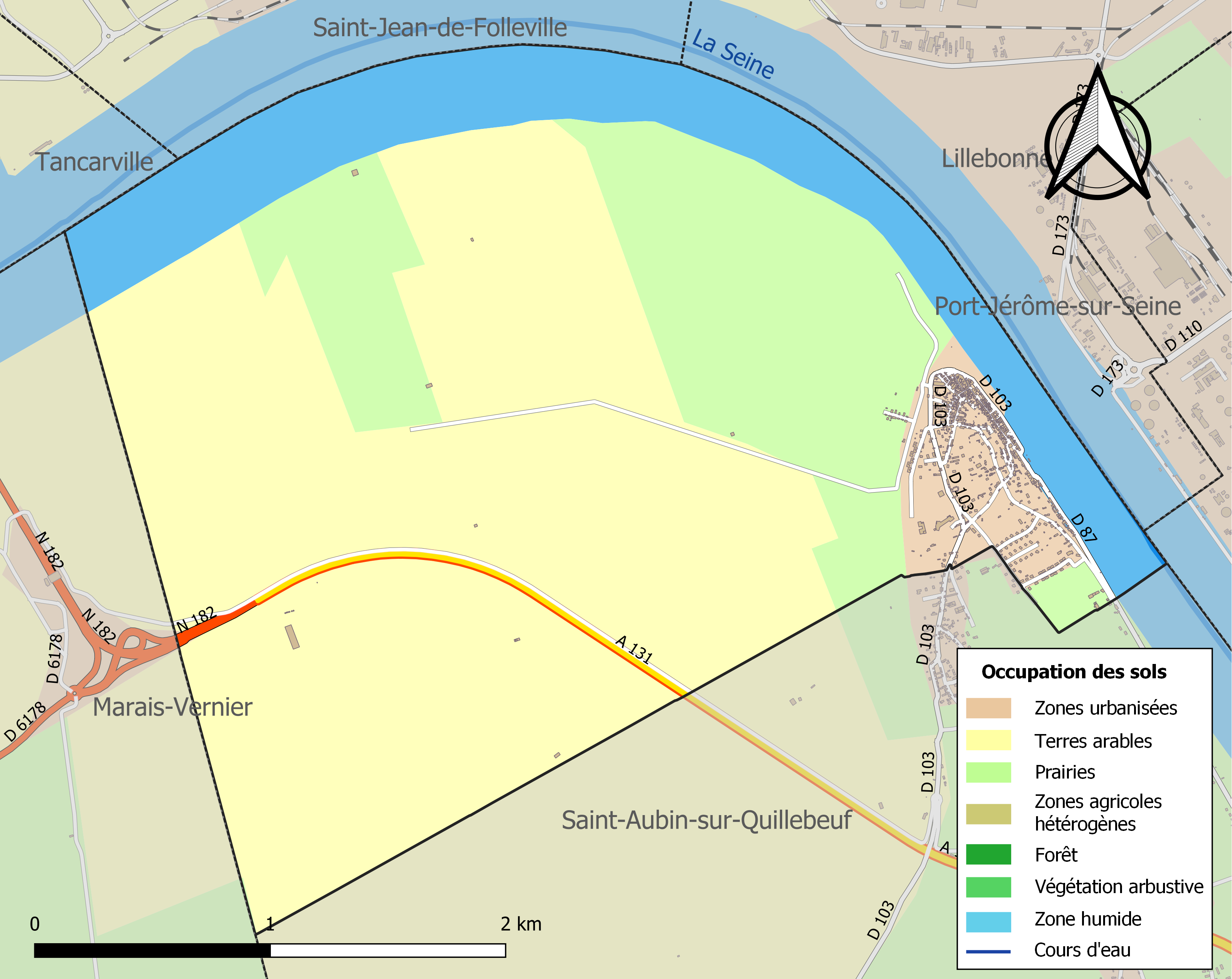
Kaart van de gemeente met belangrijkste infrastructuur, bodemgebruik en omliggende gemeenten

## Demografie
Onderstaande figuur toont het verloop van het inwonertal (bron: INSEE-tellingen).